# Ramstein légi támaszpont

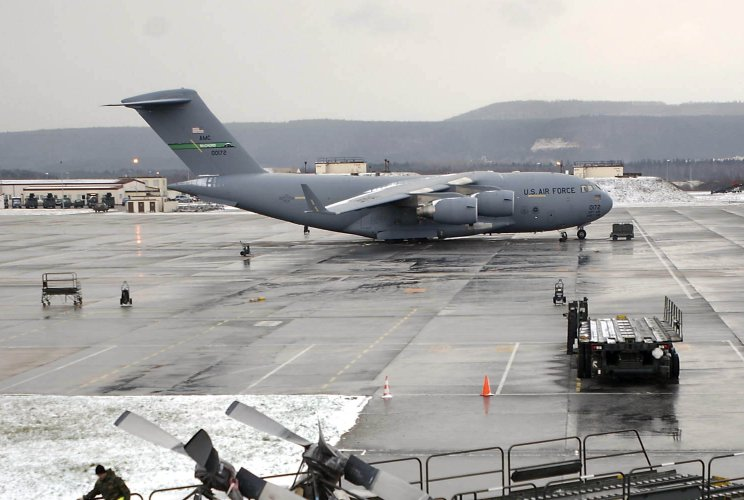
Egy C–17 Globemaster III a Ramstein bázison

A Ramstein légi támaszpont az amerikai légierő legnagyobb külföldi támaszpontja, Németországban, Kaiserslauterntől 12 km-re nyugatra található. Az amerikai légierő ezt a bázist használja az európai és közel-keleti feladatok ellátására. Innen indul utánpótlás Afganisztánba és Irakba, a sebesült amerikai katonák evakuálásának fő segítőpontja.  Ezt a légi támaszpontot használja az USA a legtöbb dróntámadásának lebonyolítására is.
2004-ben 35 000 katona és 6000 civil dolgozott a támaszponton. 2005-ig amerikai atombombákat is tároltak itt.

## Története
A második világháborúban Németország a közeli autópályát használta reptérnek. 1951 áprilisában Franciaország és az Egyesült Államok tárgyaltak egy Németországon belüli támaszpont létrehozásáról, amellyel a légteret felügyelni tudják. A már korábban itt található autópálya-szükségrepülőteret továbbépítették. A déli, landstuhli részt 1952-ben adták át, míg a Ramstein-Miesenbach-hoz tartozót 1953 közepén. A két repteret 1957. december elsején vonták össze, a létesítmény neve Ramstein–Landstuhl lett. 1958. augusztus elsején a bázis nevét Ramstein légi támaszpontra rövidítették.
1971-ig a támaszponton F–84 Thunderjetek és F–4 Phantom II-esek állomásoztak. Később a Military Airlift Command (MAC) – ma Air Mobility Command (AMC) szállítórepülőket is használ. Az Európában állomásozó amerikai légierő (United States Air Force in Europe, USAFE) Wiesbadenből a Ramsteinra költözött 1973-ban. 1974 júniusában pedig itt alakult meg a szövetséges európai légierő főhadiszállása (Headquarters Allied Air Forces Central Europe, HAAFCE).
1988. augusztus 28-án egy légi bemutatón szörnyű baleset részesei lettek a nézők. Az olasz Frecce Tricolori bemutatója közben az egyik gép alacsonyabban repült a megengedettnél, így összeütközött társával. A baleset 50 méterrel a föld felett és 300 méterre a nézőktől történt. Az égő roncs a tömegbe zuhant, 70 halottat és majdnem ezer sérültet hagyva maga után. A baleset utáni mentés szervezetlensége, az amerikai és a német katasztrófa-elhárító szervek eltérő szabályzatai miatt több sebesült a környező utakon tévelygő mentőautókban halt meg. A balesetet követően létrejött a Rammstein együttes, a banda Rammstein című száma emlékezés a tragédiára.
1994-ben hagyták el az utolsó F–16-os vadászgépek a repteret. A Rhein-Main légitámaszpont bezárása után 2005-ben Ramstein Európa legfontosabb katonai légi támaszpontjává vált. A nagy kihasználtság miatt egy második felszállópályát és kiszolgáló épületeket (kórházat, hangárokat stb.) építettek. A Közel-Keleten megsebesült amerikai katonákat ettől kezdve ide szállítják és itt látják el a Landstuhl Regional Medical Centerben.
2005 decemberében a CIA innen szállított rabokat az USA-ba.
2003. március 7. és 2006. április 10. között 150 német katonát vettek fel a légi bázis ellenőrzésére.